# 有村架純
有村 架純（ありむら かすみ、1993年〈平成5年〉2月13日 - ）は、日本の女優。本名、有村 架澄（読み同じ）。兵庫県出身。フラーム所属。姉は女優、タレントの有村藍里。

## 来歴
兵庫県伊丹市生まれ。2009年12月、兵庫県立伊丹西高等学校在学中にFLaMmeのオーディションを受け、合格。
2010年1月、サンケイスポーツの新春企画「新春ガールズ」が芸能界の初仕事となり、4月に親元を離れ、上京。
同年5月、『ハガネの女』（テレビ朝日）でドラマに初出演し、同年12月、FLaMme mobileで携帯ブログをスタートした。
2011年1月、東京ディズニーシー「春のキャンパスデーパスポート」でCM初出演し、同年11月に『ギャルバサラ -戦国時代は圏外です-』で映画初主演した。
2013年4月、出生地である伊丹市より「伊丹市大使」に任命される。同年7月より、アメーバブログをスタート。連続テレビ小説 『あまちゃん』（NHK）で、小泉今日子演じる主人公の母親の若かりし頃を演じて話題を呼び、知名度を高めた。ニホンモニターによる「2013タレントCM起用社数ランキング」で圏外からトップ10入り、VIPタイムズ社（『日本タレント名鑑』発行元）による業界人1,000人を対象としたアンケートで選ばれた「2014年にブレイクを期待するタレント」で女性部門1位となるなど、注目を集めた。
2014年7月公開のスタジオジブリ作品『思い出のマーニー』でオーディションを経てダブルヒロインの1人・マーニー役に抜擢され、同作に声優として出演する。同年10月、舞台劇 『ジャンヌ・ダルク』で初舞台を踏む。同年映画 『ストロボ・エッジ』の役作りのため、デビュー以来一度も短くしたことのなかった髪を20cmカットした。
2015年5月、主演映画『映画 ビリギャル』にて金髪ギャルを演じ、話題となる。同年6月、『永遠のぼくら sea side blue』（日本テレビ）で、地上波ドラマ初主演。同年10月、『海に降る』（WOWOW）で、連続ドラマ初主演。
2016年主演映画『映画 ビリギャル』での演技により第39回日本アカデミー賞優秀主演女優賞および新人俳優賞、さらに『ストロボ・エッジ』『映画 ビリギャル』での演技により第58回ブルーリボン賞主演女優賞を受賞する。同年1月、フジテレビ月9ドラマ『いつかこの恋を思い出してきっと泣いてしまう』で同枠および民放連続ドラマ初主演。
2016年11月12日、第67回NHK紅白歌合戦の紅組司会者に起用されることがNHKより発表され（対戦相手の白組は相葉雅紀〈嵐メンバー〉）、同年12月31日放送の同紅白で紅組司会者を務めた。自身にとっては初の司会業となる。
2017年前期連続テレビ小説『ひよっこ』（NHK）ヒロインに選ばれた。脚本の岡田惠和の強い要望もあり、オーディションを行わずに主演が決まった。
2017年11月13日、第68回NHK紅白歌合戦の紅組司会者に再び起用されることがNHKより発表され（対戦相手の白組は二宮和也〈嵐メンバー〉）、同年12月31日放送の同紅白で2度目の紅組司会者を務めた。自身にとっては2年連続での司会業となる。
2021年3月3日、第12回 Asian Pop-Up Cinemaで作品『有村架純の撮休（#1）』と『劇場版 そして、生きる』が評価され、BRIGHT STAR AWARDを日本人初の受賞。
2021年11月、主演映画『花束みたいな恋をした』の大ヒットや土曜ドラマ『コントが始まる』における活躍が評価され、日経トレンディ「2021年 今年の顔」に選出された。主演を務めた映画『花束みたいな恋をした』における演技が評価され、第45回日本アカデミー賞最優秀主演女優賞を受賞した。
2023年、『どうする家康』の築山殿（瀬名）役でNHK大河ドラマ初出演。

## 人物

### 友人関係
- 高畑充希、森川葵の2人とは月9ドラマ『いつかこの恋を思い出してきっと泣いてしまう』の共演以来仲を深め、3人で誕生日を祝うなど共演後も定期的に集まっている[28]。
- 二階堂ふみと仲が良く、東京の里山で休日を一緒に過ごすなどの交流がある[29]。

### エピソード
- 1歳の時に伊丹市の自宅にて阪神・淡路大震災（1995年1月17日発生）の被害に遭った。一時倒れたタンスの下敷きとなったが、家族に救出されたため、ケガは無かった[30]。
- 伊丹市立西中学校[7]3年の時、ドラマを見ていて「自分ならこう演じる」と自然に考えている自分に気づき、女優を志す[8]。当時、同世代の女優が数多く活躍していたことにも刺激を受けた[31]。
- 転機となったのは、上京2年目・19歳の時。知り合いのカメラマンに、「覚悟が足りないんじゃないの？」と言われ、図星を突かれたと思うとともに、20歳の区切りに何かを変えなければならない、とも思った。直後に撮影がスタートした『あまちゃん』では、出番が少なくとも、今まで誰も見たことがない姿を見せたい、と決意して臨んだ[32]。
- 上京する前は、伊丹市の昆陽池公園の近くに住んでいた。同公園は、子供の頃家族で花見をしたり、池のアヒルやカモに餌を与えるなど、思い出の多い場所である。公園近くのたこ焼き屋もお気に入りの場所で、中学生になってからも度々足を運んだ[31]。
- 2022年11月28日放送の『突然ですが占ってもいいですか?』（フジテレビ）の番組内で、本名が芸名と漢字1字違いで同じ読みの「有村架澄」であることが明かされた[4]。

### 趣味嗜好
- 好きなアーティストはMr.Children、aiko、星野源、椎名林檎、AKB48など。普段のファッションはシンプルでカジュアルな服装を好む[33][34]。

## 受賞歴
2014年度
- ショートショート フィルムフェスティバル&アジア2014 ジャパン部門 最優秀女優賞（『平穏な日々、奇蹟の陽』）

2015年度
- 2015 55th ACC CM FESTIVAL・クラフト賞 フィルム部門 演技賞（『au三太郎シリーズ』）
- 第39回日本アカデミー賞 優秀主演女優賞・新人俳優賞（『映画 ビリギャル』）
- 第40回エランドール賞 新人賞
- 第58回ブルーリボン賞 主演女優賞（『映画 ビリギャル』『ストロボ・エッジ』）
- 第29回DVD＆ブルーレイでーた大賞 ベスト・タレント賞

2016年度
- 第29回日刊スポーツ映画大賞・石原裕次郎賞 新人賞（『何者』『夏美のホタル』）

2017年度
- 第94回ザテレビジョンドラマアカデミー賞 主演女優賞（『ひよっこ』）
- 第22回釜山国際映画祭 「Marie Claire Asia Star Awards」Asia Star Award
- 第4回カバーガール大賞 大賞および20代部門

2018年度
- 第26回橋田賞 新人賞（『ひよっこ』）
- 第16回クラリーノ美脚大賞 20代部門
- 第47回ベストドレッサー賞 芸能部門

2020年度
- 第12回 Asian Pop-Up Cinema「BRIGHT STAR AWARD」（『有村架純の撮休』『劇場版 そして、生きる』）

2021年度
- 第108回ザテレビジョンドラマアカデミー賞 助演女優賞（『コントが始まる』）
- 第13回TAMA映画賞 最優秀女優賞（『『花束みたいな恋をした』『バイプレイヤーズ 〜もしも100人の名脇役が映画を作ったら〜』『るろうに剣心最終章The Final / The Beginning』『太陽の子』）
- 日経トレンディ「2021年 今年の顔」
- GQ MEN OF THE YEAR 2021「メン・オブ・ザ・イヤー・ベスト・アクトレス賞」
- ELLE CINEMA AWARDS 2021「エル ベストアクトレス賞」（『花束みたいな恋をした』）
- 第45回日本アカデミー賞 最優秀主演女優賞（『花束みたいな恋をした』）

2022年度
- 第113回ザテレビジョンドラマアカデミー賞 主演女優賞（『石子と羽男-そんなコトで訴えます?-』）
- 第47回報知映画賞 主演女優賞（『前科者』）
- 第46回日本アカデミー賞 優秀助演女優賞（『月の満ち欠け』）

## 出演
※役名が太字で記載されているものは主演した作品

### テレビドラマ
- ハガネの女（2010年5月21日 - 7月2日、テレビ朝日） - 西堀マナ 役
  - ハガネの女 season2（2011年4月21日 - 6月16日）
- SPEC〜警視庁公安部公安第五課 未詳事件特別対策係事件簿〜シリーズ（TBS） - 正汽雅 役
  - SPEC〜警視庁公安部公安第五課 未詳事件特別対策係事件簿〜（2010年10月8日 - 12月17日）
  - SPEC〜翔〜（2012年4月1日）[55]
- 悪党〜重犯罪捜査班 第5話（2011年2月25日、朝日放送 / テレビ朝日） - 百瀬真奈美 役
- 11人もいる!（2011年10月21日 - 12月16日、テレビ朝日） - 真田二子 役
- クローバー（2012年4月13日 - 6月29日、テレビ東京） - 秋山ユイ（レイナ） 役
- 三毛猫ホームズの推理 第8 - 9話（2012年6月2日 - 9日、日本テレビ） - 村瀬明日香 役
- ぼくの夏休み 第2部（2012年8月6日 - 31日、東海テレビ） - 青山はる菜 役
- つるかめ助産院〜南の島から〜（2012年8月28日 - 10月16日、NHK総合） - 上原サヨリ 役
- 勇者ヨシヒコと悪霊の鍵 第7話（2012年11月23日、テレビ東京） - 偽ムラサキ 役
- お助け屋☆陣八（2013年1月10日 - 3月28日、読売テレビ） - 神谷萌 役
- 連続テレビ小説（NHK総合）
  - あまちゃん（2013年4月1日 - 9月25日） - 天野春子（青年期） 役
  - ひよっこ（2017年4月3日 - 9月30日） - 谷田部みね子 役[19]
    - ひよっこ2（2019年3月25日 - 28日）[56]
- 世にも奇妙な物語'13春の特別編 「石油が出た」（2013年5月11日、フジテレビ） - 辻浦澄子 役
- スターマン・この星の恋（2013年7月9日 - 9月10日、関西テレビ） - 臼井祥子 役
- 謎解きはディナーのあとで スペシャル 船上探偵・影山 CASE2「王子様をお探しでございますか？」（2013年7月31日、フジテレビ） - シオタ・ユミコ 役
- ドラマW（WOWOW）
  - チキンレース（2013年11月10日） - 櫻井久美 役[57][58]
- こうのとりのゆりかご〜「赤ちゃんポスト」の6年間と救われた92の命の未来〜（2013年11月25日、TBS） - 新山歩美 役[59]
- 失恋ショコラティエ（2014年1月13日 - 3月24日、フジテレビ） - 小動まつり 役[60][61]
- MOZU Season1〜百舌の叫ぶ夜（2014年4月10日 - 5月22日、TBS / WOWOW） - 中島葵美 役
- 弱くても勝てます 〜青志先生とへっぽこ高校球児の野望〜（2014年4月12日 - 6月21日、日本テレビ） - 樽見柚子 役[62]
- 隣のレジの梅木さん（2014年12月21日、フジテレビ） - 沢村美香 役[63]
- ようこそ、わが家へ（2015年4月13日 - 6月15日、フジテレビ） - 倉田七菜 役[64]
- 永遠のぼくら sea side blue（2015年6月24日、日本テレビ） - 松岡あおい 役[13]
- 連続ドラマW（WOWOW）
  - 海に降る（2015年10月10日 - 11月14日） - 天谷深雪 役[14]
  - そして、生きる（2019年8月4日 - 9月8日） - 生田瞳子 役[65]
  - コールドケース3 〜真実の扉〜 第3話（2020年12月19日）- 貴船美沙 役[66]
- 世にも奇妙な物語 25周年記念!秋の2週連続SP 傑作復活編「昨日公園」（2015年11月21日、フジテレビ） - 中島美和 役[67]
- いつかこの恋を思い出してきっと泣いてしまう（2016年1月18日 - 3月21日、フジテレビ） - 杉原音 役[68]
- 中学聖日記（2018年10月9日 - 12月18日、TBS） - 末永聖 役[69]
- 連続ドラマW-30（WOWOW）
  - 有村架純の撮休（2020年3月21日 - 5月9日） - 有村架純（本人） 役[70]
- 国際共同制作 特集ドラマ『太陽の子』（2020年8月15日、NHK総合・BS4K・BS8K） - 朝倉世津 役[71][72]
- 姉ちゃんの恋人（2020年10月27日 - 12月22日、関西テレビ・フジテレビ） - 安達桃子 役[73]
- コントが始まる（2021年4月17日 - 6月19日、日本テレビ） - 中浜里穂子 役[74]
- 前科者 -新米保護司・阿川佳代-（2021年11月20日 - 、WOWOW） - 阿川佳代 役[75]
- 潜水艦カッペリーニ号の冒険（2022年1月3日、フジテレビ） - 速水早季子 役[76]
- BSプレミアムドラマ 拾われた男 LOST MAN FOUND 第1話（2022年6月26日、NHK BSプレミアム・ディズニープラス） - 有村架純（本人） 役
- 石子と羽男-そんなコトで訴えます?-（2022年7月15日[注 1] - 9月16日、TBS） - 石田硝子 役[注 2][77]
- 大河ドラマ どうする家康 第1回 - 第25回・最終回（2023年1月8日 - 7月2日・12月17日、NHK総合） - 築山殿 / 瀬名 役[26][27][78]
- アクターズ・ショート・フィルム3「Prelude〜プレリュード〜」（2023年2月11日、WOWOWプライム） - 桃子 役[79]
- 海のはじまり（2024年7月1日 - 9月23日、フジテレビ） - 百瀬弥生 役[80][81]

### 映画
- 阪急電車 片道15分の奇跡（2011年4月29日、東宝） - 門田悦子 役
- ギャルバサラ -戦国時代は圏外です-（2011年11月26日、角川映画） - 太田あさみ 役
- 劇場版SPECシリーズ（東宝） - 正汽雅 役
  - 劇場版 SPEC〜天〜（2012年4月7日）
  - 劇場版 SPEC〜結〜 漸ノ篇 / 爻ノ篇（2013年11月1日 / 11月29日）[82]
- リトル・マエストラ（2013年2月1日、アルゴ・ピクチャーズ） - 吉川美咲 役
- コドモ警察（2013年3月20日、東宝映像事業部） - 女子高生 役
- JUDGE/ジャッジ（2013年11月8日、東宝映像事業部） - ライオン / 朝比奈まゆ 役[83][84][85]
- 女子ーズ（2014年6月7日、キングレコード） - 緑山かのこ / 女子・グリーン役[86]
- 平穏な日々、奇蹟の陽（2014年11月7日、アドウェイズピクチャーズ） - 紗季 役[87][88][89]
- ストロボ・エッジ（2015年3月14日、東宝） - 木下仁菜子 役[90]
- 映画 ビリギャル（2015年5月1日、東宝） - 工藤さやか 役[91][92]
- 僕だけがいない街（2016年3月19日、ワーナー・ブラザース映画） - 片桐愛梨 役[93]
- アイアムアヒーロー（2016年4月23日、東宝） - 早狩比呂美 役[94]
- 夏美のホタル（2016年6月11日、イオンエンターテイメント） - 夏美 役[95][96]
- 何者（2016年10月15日、東宝） - 田名部瑞月 役[97]
- 3月のライオン（2017年3月18日・4月22日、東宝 / アスミック・エース） - 幸田香子 役[98]
- 関ヶ原（2017年8月26日、東宝 / アスミック・エース） - 初芽 役[99]
- ナラタージュ（2017年10月7日、東宝 / アスミック・エース） - 工藤泉 役[100]
- コーヒーが冷めないうちに（2018年9月21日、東宝） - 時田数 役[101]
- かぞくいろ RAILWAYS わたしたちの出発（2018年11月30日、松竹） - 晶 役[102][103]
- フォルトゥナの瞳（2019年2月15日、東宝） - 桐生葵 役[104]
- そして、生きる（2019年9月27日、WOWOW） - 生田瞳子 役[注 3][注 4][105]
- 駅までの道をおしえて（2019年10月18日、キュー・テック） - 10年後のサヤカ（モノローグ）[106]
- 花束みたいな恋をした（2021年1月29日、東京テアトル / リトルモア） - 八谷絹 役[注 5][107]
- バイプレイヤーズ 〜もしも100人の名脇役が映画を作ったら〜（2021年4月9日、東宝） - 有村架純（本人）役[108]
- るろうに剣心最終章The Final / The Beginning（2021年4月23日 / 6月4日、ワーナー・ブラザース映画） - 雪代巴 役[109]
- 太陽の子（2021年8月6日、イオンエンターテイメント） - 朝倉世津 役[110]
- 前科者（2022年1月28日、日活 / WOWOW） - 阿川佳代 役[75]
- 月の満ち欠け（2022年12月2日、松竹） - 正木瑠璃 役[111]
- ちひろさん（2023年2月23日、Netflix / アスミック・エース） - ちひろ 役[112]
- ディア・ファミリー（2024年6月14日、東宝） - 山本結子 役[113]
- 花まんま（2025年4月25日、東映） - 加藤フミ子 役[114]
- 雪風 YUKIKAZE（2025年8月15日、ソニー・ピクチャーズ エンタテインメント） - 寺澤多賀子 役[115]
- ブラック・ショーマン（2025年9月12日公開予定、東宝） - 神尾真世 役[116][117]

#### ドキュメンタリー映画
- 人と仕事（2021年10月8日、スターサンズ / KADOKAWA）[118]

### 劇場アニメ
- 思い出のマーニー（2014年7月19日、東宝） - マーニー 役[119]
- くるみ割り人形（2014年11月29日、アスミック・エース） - クララ 役[120]
- ドラゴンクエスト ユア・ストーリー（2019年8月2日、東宝） - ビアンカ 役[121]

### 舞台
- ジャンヌ・ダルク（2014年10月7日 - 24日、赤坂ACTシアター / 11月15日 - 18日、オリックス劇場 / 11月23日 - 24日、KAAT神奈川芸術劇場） - ジャンヌ・ダルク 役[122]
- 友達（2021年9月3日 - 26日、新国立劇場 小劇場 / 10月2日 - 10日、サンケイホールブリーゼ） - 次女 役[123]

### 配信ドラマ
- 24時間女優-待つ女- 第6回（2014年1月10日、ひかりTV） - 阿部ミキ 役
- 塩介と甘実-蕎麦ができるまで探偵- 第6話（2022年9月16日、Paravi） - 石田硝子 役[124]
- 海のはじまり スピンオフドラマ『兄とのはじまり』#2・#3（2024年7月22日・29日、TVer） - 百瀬弥生 役[125]
- さよならのつづき（2024年11月14日、Netflix） - 菅原さえ子 役[注 6][126][127]

### ウェブ映画
- 短編映画「A day in the home Series」
  - きょうのできごと a day in the home（2020年4月24日、YouTube / 6月6日、Hulu）[128][129]
  - 映画館にいく日（2020年9月9日、Hulu）[130]

### ドキュメンタリー番組
- 有村架純 オーロラに逢いたい! 北欧ひとり旅（2014年1月18日、テレビ東京） - ナビゲーター[131]
- 魔法の映画はこうして生まれる〜ジョン・ラセターとディズニー・アニメーション〜（2014年11月24日、NHK総合） - ナレーション[132]
- 私たちに戦争を教えてください（2015年8月15日、フジテレビ） - ナビゲーター[133]
- 有村架純 カナダ大自然の旅（2017年12月16日、NHK総合） - ナビゲーター[134]
- おふみとかすみの休日（2021年7月4日、BSフジ） - 二階堂ふみとともに出演[135]
- NNNドキュメント'25「ここに、たしかに、死があった 大震災を知らないあなたへ」（2025年1月20日〈19日深夜〉、読売テレビ・日本テレビ系） - ナレーション[30]

### その他テレビ番組
- オンタマ（2010年4月1日 - 2011年12月21日、テレビ朝日） - オンタマーシャル
- 城島茂の週末ナビ ココイコ!（2011年10月1日 - 2011年12月17日、テレビ朝日） - リポーター
- NHK紅白歌合戦（NHK総合・ラジオ第1）
  - 第66回（2015年12月31日） - ゲスト審査員
  - 第67回（2016年12月31日） - 紅組司会（初）
  - 第68回（2017年12月31日） - 紅組司会（2年連続2回目）
- 第64回日本レコード大賞（2022年12月30日、TBSテレビ・ラジオ） - 総合司会（安住紳一郎と担当）[136]

### PV
- ケツメイシ 「仲間」（2010年5月12日）
- 塩ノ谷早耶香 「Dear Heaven」（2012年12月10日）
- Saku 「START ME UP」（2015年4月29日）
- 手嶌葵 「明日への手紙」（2016年2月10日）
- Nissy 「ハプニング」「まだ君は知らない MY PRETTIEST GIRL」（2016年8月24日）[137]

### CM
- オリエンタルランド 東京ディズニーシー 春のキャンパスデーパスポート（2011年1月 - 3月）
- 東京ガス 安全（2012年3月 - ）
- 大塚製薬 カロリーメイト（2012年5月 - ）
- レベルファイブ タイムトラベラーズ（2012年7月 - ）
- ジャパンゲートウェイ Mellsavon（2013年4月 - ）
- AC JAPAN
  - NHK 公共マナー（2013年度）
  - 救われた人は、救う人になる。（2024年度支援キャンペーン）
- リクルートジョブズ From A navi（2013年8月 - ）[138][139][140]
- 伊藤園
  - TEAS'TEA NEW YORK（2013年8月 - ）
  - Relaxジャスミンティー（2014年6月 - ）
  - お〜いお茶（2015年9月 - ）[141]
  - お〜いお茶 お抹茶（2020年12月9日 - ）[142]
  - お〜いお茶 緑茶（2022年3月14日 - ） - 松本穂香と共演[143]
- ABCマート
  - mini×コンバース（2013年8月 - ）
  - adidas adihoney inheel（2014年3月 - ）
  - HAWKINS キレらくボアモカシン（2015年10月 - ）[144]
- ポイント ローリーズファーム（2013年8月 - ）[145][146]
- ワーナーミュージック・ジャパン ラブうた（2013年9月 - ）[147]
- 亀田製菓
  - 亀田の柿の種
    - 商品CMモデル（2013年9月27日 - 2019年下半期現在）[148][149]
    - 商品CMキャラクター「有村架純開発部長」 - 亀田製菓の若手社員5名と共に新しい味の「亀田の柿の種」を開発する「有村架純 開発部長プロジェクト」の部長役で2014年9月末に起用される[150][151]。2017年11月には肩書が本部長に変わる[151]。（2014年10月 - 2019年下半期現在）
- プレナス ほっともっと
  - 金芽ごはん（2013年10月 - ）[152]
  - 新・ロースかつ丼（2014年3月 - ）
- Cygames 三国志パズル大戦（2013年11月 - ）[153][154]
- 東芝
  - パーソナルストレージ（2014年3月 - ）[155][156]
  - 住宅用太陽光発電システム（2016年10月 - ）[157]
  - dynabook（2017年4月 - ）
  - 企業広告（2021年11月27日 - ）[158]
    - 「未来への航海 エネルギー」篇、「未来への航海 インフラ」篇、「未来への航海 デバイス」篇、「出発」篇[159]
- 全国信用金庫協会（2014年4月 - ）[160]
- 大王製紙 エリエール elis Megami（2014年4月 - ）[161][162][163]
- メニコン
  - 2WEEK Menicon Rei（2014年7月 - ）[164]
  - メルスプラン（2015年3月 - ）[165]
  - 1DAYメニコン プレミオ（2016年12月 - ）[166]
- 日本中央競馬会（2015年・2016年）[167]
- 集英社 オレンジ文庫（2015年1月 - ）[168]
- KDDI
  - au三太郎シリーズ（2015年3月 - ） - かぐや姫（かぐちゃん） 役[169]
  - au / 沖縄セルラー
    - 「つながる歌・No.1」篇（2024年12月17日 - ）[170]
    - 「つながる歌・スターリンク」篇（2025年4月10日 - ）[171]
- 第一三共ヘルスケア ルル（2015年10月 - ）[172]
- マックスファクター SK-II（2016年2月 - ）[173]
- WOWOW（2017年10月 - ）[174][175]
- P&G パンテーン ミセラー（2018年4月 - ）[176]
- JA共済
  - 生活障害共済「働くわたしのささエール」（2019年度：2019年4月 - 2020年3月）
    - 第1話「はじめての訪問」篇（2019年4月22日 - ）[177][178][179]
    - 第2話「イチゴ」篇（2019年6月20日 - ）[177][178][180]
    - 第3話「将棋」篇（2019年7月19日 - ）[181]
    - 第4話「保障点検」篇（2019年11月7日 - ） - ふたりで旅行の準備中、持ち物チェックをする[177][178]。
    - 第5話「保障の見直し」篇（2019年11月7日 - ） - 姉に思いを寄せる男性を妹がからかう[177][178]。

  - 特定重度疾病共済「身近なリスクにそなエール」（2020年3月19日 - ）
    - 「第二ボタン」篇（2020年3月19日 - ） - WEB動画[182]
    - 「スヌーズ」篇（2020年3月29日 - ） - WEB動画
    - 「新人」篇（2020年5月11日 - ）[183]
- カカオピッコマ ピッコマ「アメハナカラス」
  - 「アメハナカラス」篇 第1話（2021年4月29日 - ） - 仲野太賀、アイナ・ジ・エンドと共演[184]
  - 「アメハナカラス」篇 第2話（2021年5月3日 - ） - 仲野太賀、アイナ・ジ・エンドと共演[185]
  - 「アメハナカラス」篇 第3話（2021年6月23日 - ） - 仲野太賀と共演[186]
- はごろもフーズ シーチキン
  - 「シーチキン食堂『おみそ汁』」篇（2021年10月1日 - ）[187]
  - 「シーチキン食堂『シーチキンで朝たん』」篇（2022年10月5日 - ）[188]
  - 「Carboff 『糖質オフして』」篇（2024年2月28日 - ）[189]
  - 「シーチキンDAYS」篇（2025年1月29日 - ）[190]
- 江崎グリコ ポッキー
  - 「いつかさそおう、を今日さそおう。」篇（2022年9月9日 - ）[191]
  - 「友人をさそおう」篇（2022年10月25日 - ） - 佐久間由衣と共演[192]
  - 「だいじなあなたとシェアハピネス!」篇（2023年9月8日 - ）[193]
- 花王 プリマヴィスタ
  - 「くずれと闘う 夏下地」篇（2023年4月22日 - ）[194]
  - 「ローラー美容液ファンデ、誕生。」篇（2023年9月9日 - ）[195]
  - 「呼吸するような陶器肌、軽やかにつづく」篇（2024年9月7日 - ）[196]
  - 「ゆるがない下地で、どこまでも。」篇（2025年4月8日 - ）[197]
- 日産自動車「ノート e-POWER」（2024年1月25日 - ）[198]

### 広告
- 警察官募集告知ポスター（2011年）
- 財団法人自転車駐車場整備センター 駅前放置自転車クリーンキャンペーンポスター（2011年）
- 中央労働災害防止協会 全国安全週間ポスター（2013年）
- T&C Surf Designsイメージキャラクター（2013年 - 2014年）[199]
- シチズン時計 wiccaイメージキャラクター（2014年）[200]

### 小説表紙
- *彼女限定* -ずっとキミが好き-（2013年11月26日、集英社ピンキー文庫） - カバーモデル
- 君と僕の部屋〜あの空でまだ君は待っている〜（2015年3月20日、集英社オレンジ文庫） - カバーモデル

### ゲーム

#### 声の出演
- レイトン ミステリージャーニー カトリーエイルと大富豪の陰謀（2017年7月20日発売、レベルファイブ） - カトリーエイル・レイトン 役[201]
  - レイトン ミステリージャーニー カトリーエイルと大富豪の陰謀 DX（2018年8月9日発売、レベルファイブ） - カトリーエイル・レイトン 役
  - レイトン ミステリージャーニー カトリーエイルと大富豪の陰謀 DX+（2021年7月8日発売、レベルファイブ） - カトリーエイル・レイトン 役

## 作品

### 写真集
- aBUTTON VOL.4_夢 有村架純（PLUP SERIES）（2011年11月30日、パルコ、撮影：中野敬久）ISBN 978-4-89194-925-9
- 深呼吸-Shin・Kokyu-（2013年11月7日、集英社、撮影：細野晋司）ISBN 978-4-08-780703-5
- Clear（2018年5月9日、集英社、撮影：川島小鳥）ISBN 978-4-08-780840-7[202]
- sou.（2024年2月9日発売、マガジンハウス、撮影：今城純）ISBN 978-4-83-873256-2[203][204]

### DVD
- aBUTTON Vol.4_夢 有村架純【Blu-ray】（2012年3月28日、エイベックス・マーケティング）
- 熱量（2012年11月21日、リバプール）

### デジタル写真+ムービー作品集
- かすみ 時々 あさみ（2011年12月5日、ファンプラス・GザテレビジョンPLUS配信、撮影：アライテツヤ）
- FiRST TRiP ハワイの場合（2015年3月12日、フラーム、撮影：大江麻貴）

### カレンダー
- 有村架純2011カレンダー（2010年10月23日、トライエックス）
- 有村架純2012カレンダー（2011年10月29日、トライエックス）
- 有村架純2013カレンダー（2012年10月24日、トライエックス）
- 有村架純2014カレンダー（2013年11月13日、トライエックス）
- 有村架純2015カレンダー（2014年12月3日、トライエックス）
- 有村架純2016年壁掛けカレンダー / 有村架純2016年卓上カレンダー（2015年11月25日、フラーム）[205]
- 有村架純2017年週めくりスクールカレンダー（2017年3月30日）[注 7][206]
- 有村架純 25th Anniversary KASUMI ARIMURA『Clear』PERPETUAL CALENDAR（2018年8月24日、フラーム）
- Kasumi Arimura 2021 DESK CALENDAR（2020年12月4日、フラーム）[207]